# Тютріна
Тю́тріна (рос. Тютрина) — присілок у складі Упоровського району Тюменської області, Росія.
Населення — 327 осіб (2010, 319 у 2002).
Національний склад станом на 2002 рік:
- росіяни — 92 %